# Двухсполовинный интернационал
Международное рабочее объединение социалистических партий (также известно как Двухсполовинный интернационал, 2½-й интернационал или Венский интернационал) — политический интернационал социалистических партий. Один из осколков Второго интернационала, находившийся в политическом спектре между реформистами из Бернского интернационала справа и революционерами из Коммунистического интернационала слева. Вошёл в Социалистический рабочий интернационал.

## Учреждение
Двухсполовинный интернационал был основан 22-27 февраля 1921 года в городе Вене на конференции социалистов Австрии, Бельгии, Великобритании, Германии, Греции, Испании, Польши, Румынии, США, Франции, Швейцарии и других стран. Его учредителями выступили десять партий, включая Независимую социал-демократическую партию Германии (НСДПГ), Французскую секцию Рабочего интернационала (СФИО), Независимую лейбористскую партию (НЛП), Социал-демократическую партию Швейцарии (СПС), Социал-демократическую партию Австрии (СПА) и Федерацию румынских социалистических партий (ФПСР, отколы от Социалистической партии Румынии), а также российские меньшевики и эсеры в эмиграции. В апреле 1921 года к нему присоединилась Испанская социалистическая рабочая партия, а затем и максималистская фракция большинства Итальянской социалистической партии (ИСП).

## Члены
Секретарём Двухсполовинного интернационала был Фридрих Адлер из австрийской социал-демократии; другими лидерами были Макс Адлер, Отто Бауэр, Роберт Гримм, Жан Лонге, Джеймс Рамсей Макдональд, Виктор Чернов и Юлий Мартов. Группа находилась под сильным влиянием австромарксизма. Она публиковала Nachrichten der Internationalen Arbeitsgemeinschaft Sozialistischer Parteien («Новости IWUSP»). Деятели Поалей Цион (социалисты-сионисты) Давид Бен-Гурион и Шломо Капланский были активны в движении, стоявшем за Интернационалом.

## Идеология
Первая мировая война расколола Второй интернационал на сторонников поддержки собственных правительств в «борьбе с внешним врагом» и противников «мировой бойни». Однако последние были также неоднородны: одни призывали рабочих воюющих стран к активной борьбе за «мир без победителей и побеждённых, без аннексий и контрибуций» (пацифисты), другие — к борьбе против собственных правительств, ведущих войну («Циммервальдская левая»). Раскол был углублен реакцией на Октябрьскую революцию в России: правые социал-демократы, поддерживавшие войну, обычно выступали против большевиков; левое крыло, напротив, приветствовало их; отношение центристов могло быть амбивалентным.
Последние и стали Двухсполовинным интернационалом, критиковавшим и Второй, и Третий (Коммунистический) интернационалы за догматизм, требуя больше внимания к особенностям политической ситуации в каждой стране. Допуская возможность прихода рабочего класса к власти как путём вооружённого восстания, так и посредством парламентских методов; во всяком случае, они высказывались за демократический социализм против капитализма и диктатуры. Критикуя соглашательство и социал-шовинизм правых социалистов, они не принимали большевистское понимание диктатуры пролетариата и методы «красного террора». Двухсполовинный интернационал отверг 21 условие для партий, желающих вступить в Коммунистический интернационал, но стремился к воссоединению всех трёх существовавших интернационалов с целью обеспечения единства международного рабочего движения.

## Роспуск
2-5 апреля 1922 года в Берлине состоялась встреча делегаций от трёх интернационалов, чтобы обсудить возможность слияния. Однако на этой конференции Двухсполовинный интернационал, как и Второй, не стал поддерживать программу делегации Коммунистического интернационала, призывавшую к единому рабочему фронту, выдвинув ряд требований к большевикам, включая легализацию социалистических партий и признание независимости меньшевистской Грузии. Делегация Коммунистического интернационала (Николай Бухарин, Карл Радек, Клара Цеткин) согласилась отказаться от казни лидеров правых эсеров, но на дальнейшие уступки не шла и покинула переговорный процесс. 
В Германии 24 сентября 1922 года НСДПГ, одна из главных составляющих Двухсполовинного интернационала, слилась с Социал-демократической партией Германии (СДПГ), входящей в Бернский интернационал (который считал себя восстановленным Вторым интернационалом). Двухсполовинный интернационал, наряду с другими левыми, принял участие во Всемирном конгрессе по борьбе с военной опасностью в Гааге в декабре 1922 года. Натолкнувшись на непримиримость позиций Третьего интернационала, Второй (Бернский) и Двухсполовинный интернационалы в мае 1923 года на объединительном съезде в Гамбурге образовали единый Социалистический рабочий интернационал. Однако некоторые секции Двухсполовинного интернационала, например, румынская, отказались войти в состав нового объединения.
В 1930-е годы была предпринята сходная попытка создать левосоциалистический интернационал в форме Лондонского бюро, иногда по аналогии называемый «Трёхсполовинным интернационалом»; в нём участвовали несколько тех же партий и лиц.